# Saurichthys
Saurichtys is een geslacht van uitgestorven straalvinnige beenvissen. Fossielen van Saurichthys zijn gevonden over bijna de hele wereld (Europa, China, Madagaskar, Zuid-Afrika, Rusland, Groenland, Spitsbergen, Noord-Amerika en Australië) in gesteenten van het Vroeg-Trias tot en met het Midden-Trias en het is daarom een goed voorbeeld van een kosmopolitische distributie in een uitgestorven diersoort. De dieren leken veel op een snoek, waren ongeveer van dezelfde grootte en hadden waarschijnlijk eenzelfde soort levenswijze. De nauwste nog levende verwanten van Saurichthys zijn de steuren, kaaimansnoeken en moddersnoeken, hoewel deze slechts verre verwanten zijn.

## Vondst en naamgeving
De naam Saurichthys betekent hagedis-vis (Saur-Ichthys). Deze naam werd aan het geslacht gegeven door Agassiz in 1834 toen er alleen nog maar een paar schubben bekend waren. Deze waren duidelijk van een vis, maar Agassiz meende ook enkele overeenkomst met de schubben van hagedissen te zien.
Aan de hand van vele fossiele tanden kan men afleiden dat er meer dan dertig soorten geweest moeten zijn, hoewel de meeste daarvan vanwege de fragmentarische aard van het materiaal te slecht bekend zijn om een beschrijving van het hele organisme te kunnen geven. Van zo'n twintig soorten kan wel met relatieve zekerheid vastgesteld worden dat ze tot dit geslacht behoren (zie taxobox). Saurichthys wordt in de uitgestorven familie Saurichthyidae geplaatst, de enige familie in de uitgestorven orde Saurichthyiformes, waarvan Saurichthys in beide gevallen het typegeslacht en de naamgever is. De familie kent nu alleen de geslachten Saurichthys, Eosaurichthys, Sinosaurichthys, Saurorhynchus en Acidorhynchus. In het verleden zijn nog vele andere geslachten tot deze familie gerekend, die nu een andere systematische positie hebben gekregen of later synoniemen van Saurichthys bleken te zijn.
Enkele synoniemen:
- Ichthyorhynchus Bellotti, 1857
- Belonorhynchus Bronn, 1858
- Giffonus Costa, 1862
- Brevisaurichthys Beltan, 1972
- Systolichthys Beltan, 1972

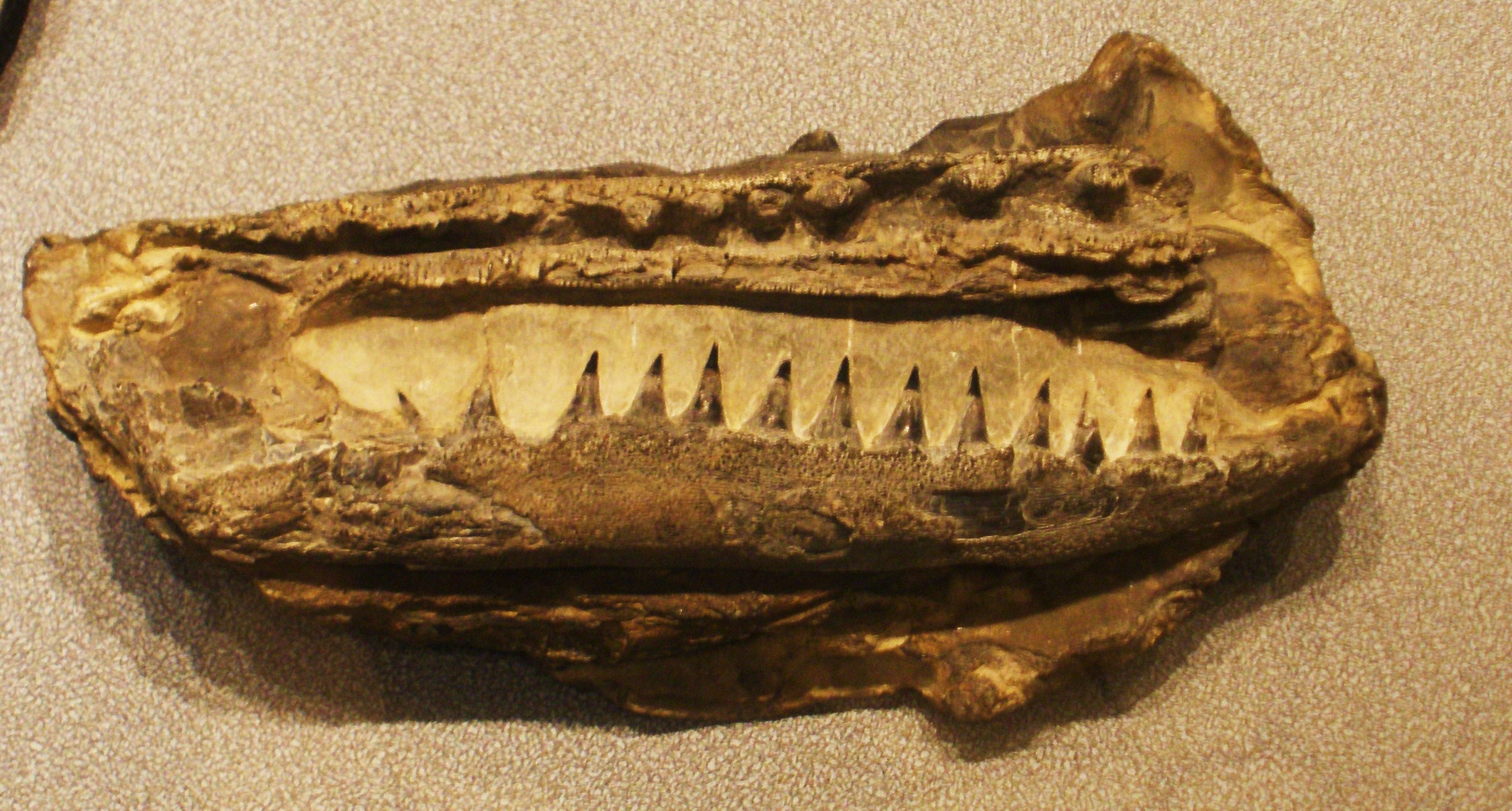
Kaak van Birgeria met tanden. De tanden van Birgeria vertonen veel overeenkomst met die van Saurichthys.

In 1834 werd door Agassiz ook Saurichthys mougeoti benoemd aan de hand van tanden, waarvan Stensiö in 1919 bepaalde dat ze van een vis uit het geslacht Birgeria waren, die bekend is van veel vindplaatsen waar Saurichthys-fossielen zijn gevonden.
In Italië is een fossiel van Saurichthys gevonden met in de buik de resten van de pterosauriër Preondactylus. Deze vondst geeft belangrijke inzichten in de levenswijze van Saurichthys. De vondst bevestigt zo bijvoorbeeld het vermoeden dat Saurichthys vlees at. Saurichthys had veel kenmerken van carnivoren (bijvoorbeeld de sterke en lange kaken en de scherpe tanden). De vondst laat echter niet zien of Saurichthys een actief jagende carnivoor was of een aaseter.

## Anatomie en morfologie

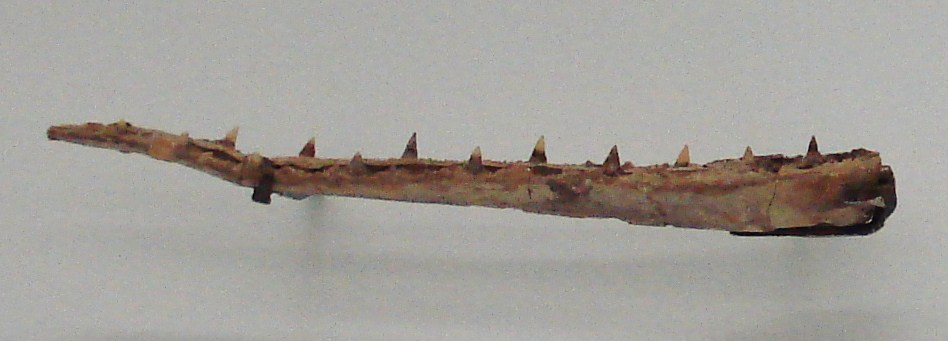
De onderkaak van Saurichthys apicalis, met enkele van de scherpe tanden er nog in.

Saurichthys was een roofvis. Dit is niet alleen duidelijk te zien aan het gestroomlijnde lichaam, maar ook aan de kop. De kaken waren bezet met zeer scherpe, driehoekige tanden. De grootte van de tanden verschilde per soort. Zo had Saurichthys apicalis vrij grote tanden, terwijl de tanden van Saurichthys macrocephalus zeer klein waren. De kaken van Saurichthys zijn opvallend lang en dun. Het kan zijn dat dit de vis gestroomlijnder en dus sneller maakte. Het kan ook zijn dat Saurichthys-soorten met grotere tanden op kleine vissen en andere kleine gewervelden jaagden, terwijl de soorten met de kleinere tanden kleine ongewervelden aten die in nauwe holen en spleten zaten. Ook hier komen de lange, dunne kaken in beide gevallen goed van pas.
Saurichthys had vrij grote ogen die zich in het midden van de schedel bevonden, vlak achter de enigszins snavelachtige bek. Dit kan duiden op een (deels) nocturnale levenswijze. In totaal had het dier vier neusgaten, twee aan elke kant. De kop was, zoals bij de meeste Actinopterygii uit die tijd, bedekt met benige platen en schubben.